# Чепстоу
Че́пстоу (англ. Chepstow, валл. Cas-gwent) — місто на південному сході Уельсу, в області Монмутшир.
Населення міста становить 10 821 особа (2001).